# Perenniporia maackiae
Perenniporia maackiae är en svampart som först beskrevs av Bondartsev & Ljub., och fick sitt nu gällande namn av Erast Parmasto 1995. Perenniporia maackiae ingår i släktet Perenniporia och familjen Polyporaceae.   Inga underarter finns listade i Catalogue of Life.